# Горњи ганглион језично-ждрелног живца
Горњи ганглион језично-ждрелног живца или југуларни ганглион (лат. ganglion superius nervi glossopharyngei) је мало живчано задебљање, које се налази у висини југуларног отвора на споју слепоочне и потиљачне кости. То је један од два ганглиона придодата овом живцу. У њему се налазе тзв. псеудоуниполарне ћелије, од којих полазе сензитивна нервна влакна језично-ждрелног живца која се завршавају у једрима продужене мождине (лат. nucleus solitarius et nucleus spinalis nervi trigeminalis).